# Acanthalburnus
Acanthalburnus és un gènere de peixos de la família dels ciprínids i de l'ordre dels cipriniformes.

## Espècies[2]
- Acanthalburnus microlepis (De Filippi, 1863)[3]
- Acanthalburnus urmianus (Günther, 1899)[4][5]